# Marcel Navarro
Pour les articles homonymes, voir Navarro (homonymie).
Compléments
Cofondateur des éditions Lug
Marcel Navarro né le 29 mars 1923 et mort le 2 novembre 2004, est un scénariste et éditeur de bandes dessinées. Cofondateur des éditions Lug, il contribua au succès en France des publications en « petit format » et introduisit auprès du public français les super-héros de Marvel Comics.

## Biographie
Né le 29 mars 1923, il fait ses premières armes en 1941 comme journaliste à Lyon Républicain, un journal délocalisé en province pour cause de guerre. Il travaille en parallèle à la Société anonyme générale d'éditions (Sagédition), dirigée par Ettore Carozzo, où il réalise la mise en page de l'hebdomadaire Jumbo. Ce travail le met en contact avec le dessinateur et éditeur Pierre Mouchot (Chott) et avec Robert Bagage (Robba) tout en lui permettant de se familiariser avec le monde de la bande dessinée.
À la libération en 1945, il lance la collection les Histoires fantastiques pour l'hebdomadaire sportif Sprint où scénarise anonymement l'Agent secret Z 302 pour Robba, Billy Strong pour Chott et Captain Yank pour Robert Rocca[réf. nécessaire].
En 1946, il adopte le pseudonyme américanisé de J. K. Melwyn-Nash et imagine le personnage de Fantax, l'un des premiers super-héros d'origine française. Pour les éditions Pierre Mouchot, rebaptisées Société d'éditions rhodaniennes (SER) en 1951, il crée également plusieurs séries dont Big Bill le casseur et Robin des Bois.
En 1948, il s'associe avec Alban Vistel et fonde « Les Quatre Points Cardinaux », une société d'éditions qui publie un journal féminin intitulé Rien que toi. Le titre sera racheté par Dargaud en juillet 1951. La même année, il crée avec Alban Vistel et Bernadette Ratier la société Aventures et Voyages (plus connue sous le nom de Mon Journal). Il y écrit des scénarios de Marco Polo et de Brik et Yak pour Jean Cézard.
En 1950, Navarro et Vistel fondent les éditions Lug qu'ils dirigeront ensemble jusqu'en janvier 1989, date à laquelle ils cèdent leur affaire à l'éditeur Semic. Ami personnel de Gian Luigi Bonelli, fondateur des éditions du même nom (Tex Willer, Martin Mystère, Dylan Dog), il y publie de  nombreux fumetti italiens qu'il dit d'ailleurs préférer aux comics américains.
Tout au long de sa riche carrière de scénariste, il aura collaboré, sous les pseudonymes de J. K. Melwyn-Nash et de Malcolm Naughton, avec de nombreux artistes : Antonio de Vita (le Petit Duc, 1955), Augusto Pedrazza (Zembla, 1963), Ivo Pavone (Rakar, 1968 ; Dick Demon, 1972) Lina Buffolente (Gun Gallon, 1968), Luciano Bernasconi (Wampus, 1969 ; Waki, 1974), Franco Oneta (Zembla, Oum le dauphin blanc, 1972), Jean-Yves Mitton (Blek le Roc, 1975 ; le Surfer d'Argent, 1980 ; Mikros, 1980), Ciro Tota (Blek le Roc, Photonik, 1980). Il engagea également Jean Frisano qui réalisa plusieurs centaines de couvertures pour des titres super-héros, tels que Strange, ou western : Rodéo, Kiwi, Tex Willer, etc.
Retiré en Provence depuis 1989, il est décédé en novembre 2004.